# Antonio Tarlazzi

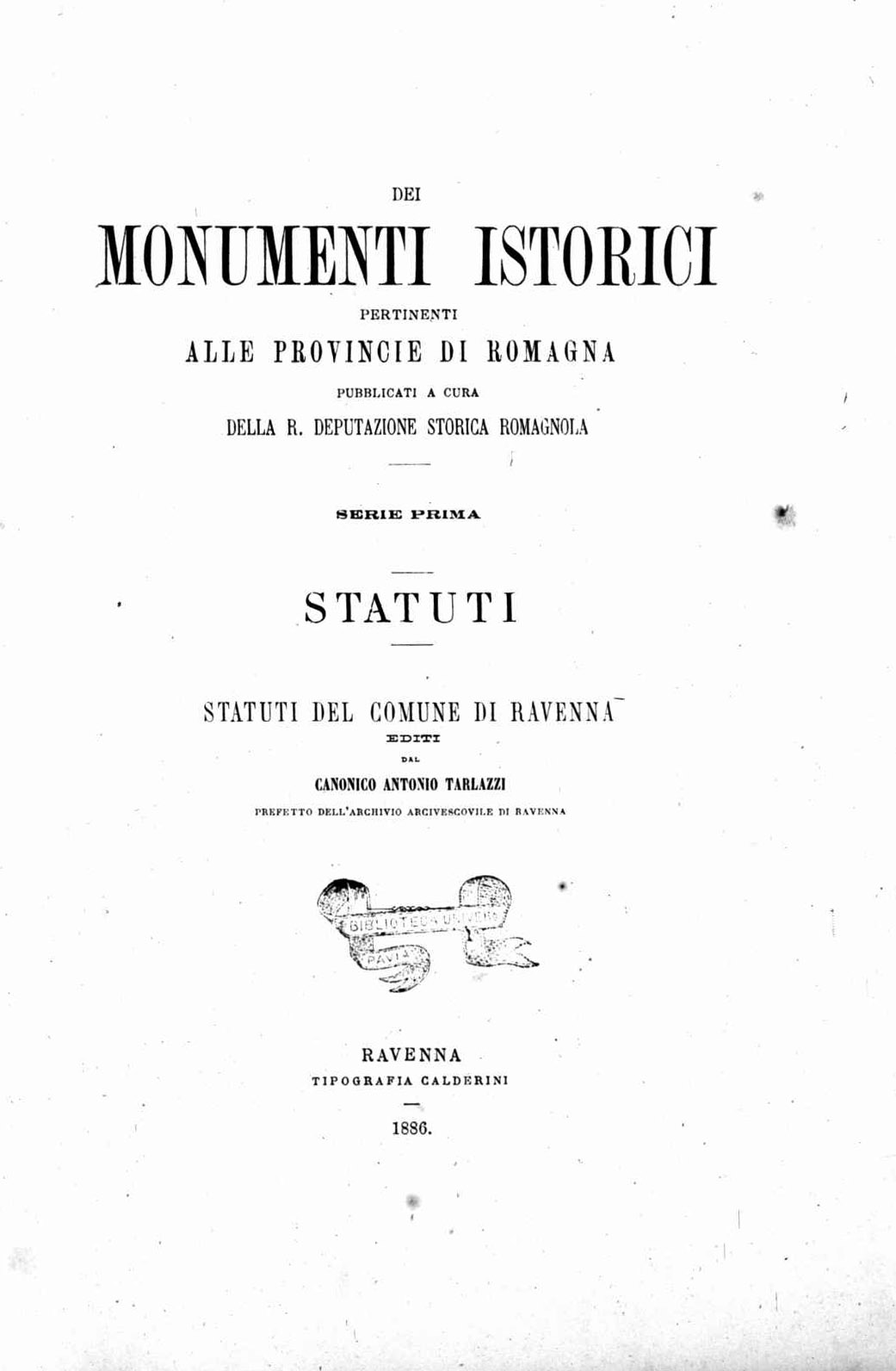
Statuti del Comune di Ravenna, 1886

Antonio Tarlazzi (Mezzano, 5 marzo 1802 – 21 febbraio 1888) è stato un presbitero e storico italiano.

## Biografia
Fece parte fin dalla gioventù del seminario di Ravenna, dove divenne sacerdote. Gli furono affidati incarichi dirigenziali nelle scuole elementari del comune e la prefettura dell'archivio metropolitano. Si dedicò allo studio degli archivi storici sacri e profani, ricavando dai suoi appunti numerose pubblicazioni. Nel 1852 scrisse Memorie sacre di Ravenna con l'intento di continuare l'opera redatta due secoli prima dal canonico Girolamo Fabri, Le sagre memorie di Ravenna antica, raccogliendo le biografie di ravennati illustri e le descrizioni di chiese e altri monumenti della città.

## Opere
- Statuti antichi di Ravenna
  -  Statuti del Comune di Ravenna, vol. 5, Ravenna, Calderini, 1886.
- Memorie sacre di Ravenna, 1852.
- Biografia del conte cavaliere Carlo Arrigoni patrizio ravennate, 1857.
- Riscontri critici tra la cronaca di fra Salimbene e gli storici di Ravenna intorno alla decadenza della famiglia Traversari
- Appendice ai monumenti ravennati del conte Marco Fantuzzi, 4 volumi, 1869 - 1875 - 1876 - 1884.
- Scuola del diritto romano in Ravenna ed in Bologna
- Monumenti istorici pertinenti alle provincie della Romagna, Ravenna, Calderini, 1875.

## Onorificenze
- Ordine della Corona d'Italia